# Hylaeus blanchae
Hylaeus blanchae là một loài Hymenoptera trong họ Colletidae. Loài này được Rayment mô tả khoa học năm 1953.